# 萊姆豪斯
萊姆豪斯（英語：Limehouse）是英格蘭東倫敦的一個地區，在行政區劃上屬於哈姆雷特塔倫敦自治市，位於查令十字以東3.9英里（6.3）。萊姆豪斯地處泰晤士河北岸，對岸是羅瑟希德。
此地地名的最早記錄出現於1356年，當時記為“Les Lymhostes”，來自古英語“līm-āst”（lime-oast，石灰窯），原因是當地河流沿岸曾有大量的石灰窯。